# János dán király

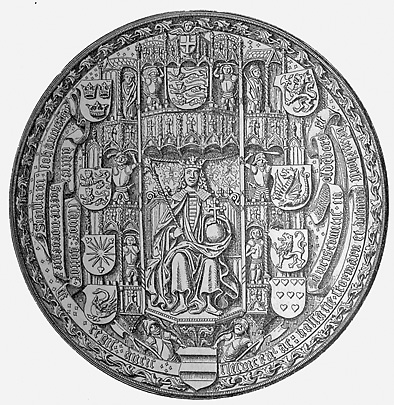
János király pecsétje

János (dánul: Hans) (Aalborghus, 1455. február 2. – Aalborg 1513. február 20.) Dánia, Norvégia királya 1481-től haláláig, és II. János néven Svédország királya a kalmari unió idején 1497-től 1501-ig, valamint Schleswig és Holstein hercege.

## Családja
János 1455. február 2-án született az Aalborghusi kastélyban. Apja I. Keresztély dán király, anyja Hohenzollern Dorottya, a brandenburgi őrgróf lánya volt. 1478-ban feleségül vette Wettin Krisztina szászországi hercegnőt, akitől öt gyermeke született. Körülbelül 1496-tól 1512-ig Edele Jernskjæg volt a szeretője.

## Uralkodása
János apja, I Keresztély már 1458-ban megegyezett a norvég és svéd államtanáccsal, hogy halála után legidősebb fia örökli majd mindhárom trónt. 1467-ben Jánost dán trónörökössé nyilvánították (két bátyja már korábban meghalt), de a norvég Államtanács vonakodott megadni neki ezt a státuszt, hivatkozva az 1450-es bergeni szerződésre, melyben kimondták, hogy a norvég királyt választják és a trón nem öröklődik automatikusan. Így amikor I. Keresztély 1481-ben meghalt, a dán örökösödés problémamentes volt, míg Norvégiában az interregnum időszaka köszöntött be, ami egészen 1483 januárjáig tartott. Ekkor a három északi királyság megegyezett, hogy képviselői találkoznak Halmstadban és tisztázzák a trónöröklést, ám a svéd küldöttség végül nem érkezett meg. A norvégok viszont elismerték királyuknak Jánost és ugyanazon év májusában Koppenhágában, júliusban pedig Trondheimben megkoronázták.
Uralkodásának első éveiben János egyensúlyozó politikát folytatott. Katonai eszközök helyett diplomáciával próbálta gyengíteni a svéd kormányzó, Sten Sture helyzetét. A dán történelemben először szövetséget kötött az oroszokkal. III. Iván moszkvai nagyfejedelem ennek megfelelően bebörtönözte az összes Hanza-kereskedőt Novgorodban és 1496-ban rátámadt Svédországra. A király kalózokat is pénzelt, hogy zaklassák a Hanza-szövetség hajóit.
János támogatta a dán kereskedőket és gyakran nevezett ki tehetséges közrendűeket fontos hivatalokba, akár az Államtanácsba is, amivel feldühítette a nemességet. Kezdeményezte egy állandó dán hadiflotta felállítását, amelynek későbbi háborúi során nagy hasznát vette.

## Schleswig-Holstein
Az I. Keresztéllyel kötött szerződés értelmében Schleswig és Holstein nemesei megválaszthatták hercegüket az elhunyt herceg fiai közül. Dorottya anyakirálynő bevetette befolyását, hogy ne egyedül Keresztély örököljön, hanem 16 évvel fiatalabb Frigyes öccsével osztozzék meg a két hercegségen. A tárgyalások eredményeképpen a két fivér kettéosztotta mindkét hercegséget és formálisan közösen uralkodtak.

## Svédország királya
Az orosz háborúban elszenvedett kudarcok miatt egyre nőtt az elégedetlenség Sten Sturéval szemben Svédországban. Végül 1497-ben a Titkos Tanács megfosztotta kormányzói tisztétől Stent, aki seregével Stockholmba indult. János azonban támogatásáról biztosította a tanácstagokat és ő is átkelt Svédországba. Az egyesült dán-svéd sereg Rotebronál vereséget mért Sten Sture parasztseregére. A kormányzó kiegyezett a királlyal és Jánost svéd királlyá koronázták. Sten Sture cserébe megkapta a svéd kormányzat legmagasabb pozícióját.
A kormányzó azonban 1501-ben fellázadt és a felkelők egész Svédországot elfoglalták. A stockholmi királyi palotát maga János felesége, Krisztina királyné tartotta elkeseredetten, míg végül a kiéhezett védők, akik ezer főről alig hetvenre fogytak, kénytelenek voltak megadni magukat. A sors fintoraként a felmentő dán flotta három nappal a megadásuk után érkezett. Bár Sten Sture 1503-ban meghalt, utódja, Svante Nilsson folytatta a háborúskodást, egészen 1509-ig, amikor kompromisszumos békét kötöttek. Formálisan János maradt a svéd király, de cserébe hogy nem gyakorolja a jogait, a svédek évente 13000 koronát fizettek neki.

## Dithmarschen
1500-ban János megpróbálta meghódoltatni a Jütland-félsziget délnyugati sarkában elhelyezkedő félig-meddig független dithmarscheni parasztköztársaságot. Frigyes öccsével együtt felbérelte a Fekete Gárda nevű zsoldostársaságot és hadjáratot indított a parasztok ellen, akik azonban az alacsony fekvésű, mocsaras alföldön a zsilipek megnyitásával csapdába zárták a zsoldosokat és a támadók menekülni kényszerültek. A vállalkozás csúfos kudarca is felbátorította a svéd elégedetlenkedőket, akik a következő évben fellázadtak.

## Kései évei és halála
1503-ban Norvégiában lázadás tört ki. János huszonkét éves fiát, Keresztélyt küldte ellenük, aki gyorsan leverte a felkelést, ezért apja 1507-ben Norvégia alkirályává nevezte ki. 1510 és 1512 között Lübeckkel vívott jórészt tengeri háborút, melyben újra ellene fordultak a svédek, ám az új dán flotta segítségével sikerült helyreállítani a status quo-t Svédországgal és Lübeck súlyos jóvátétel fizetésére kényszerült.
1513 elején Aalborg közelében a Skjern folyó gázlójánál a királyt levetette a lova. Sérülten is folytatta útját, ám megbetegedett és február 20-án meghalt. Utóda legidősebb életben levő fia, II. Keresztély lett.
1802-ben felnyitották a király koporsóját és koponyáján több kis kerek lyukat találtak és bal halántékcsontja is törött volt. Emiatt felmerült a gyanú, hogy gyilkosság áldozata lett. Mivel korabeli szerzők ezt nem támasztják alá, feltételezik hogy a holttest szállításánál használt ládába vert szögek nyomait találták meg, esetleg hogy a törött csont az esés következménye és a király koponyáját meglékelték hogy gyógyítani próbálják.

## Gyermekei
Jánosnak és feleségének, Kristinának öt vagy hat gyermeke született: 

1. János (1479, kisgyermekként meghalt)

2. Ernst (1480, kisgyermekként meghalt)

3. Keresztély (1481–1559), Dánia, Norvégia és Svédország királya, Schleswig és Holstein hercege

4. Jakab (1484–1566), valószínűleg törvénytelen, Mexikóban halt meg hittérítőként

5. Erzsébet (1485–1555), feleségül ment I. Joachim Nestor brandenburgi választófejedelemhez

6. Ferenc (1497–1511)

## Fordítás
- Ez a szócikk részben vagy egészben  a   John, King of Denmark című angol Wikipédia-szócikk ezen változatának fordításán alapul.  Az eredeti cikk szerkesztőit annak laptörténete sorolja fel. Ez a jelzés csupán a megfogalmazás eredetét és a szerzői jogokat jelzi, nem szolgál a cikkben szereplő információk forrásmegjelöléseként.

| Előző uralkodó: I. Keresztély | Dánia királya 1481 – 1513 | Következő uralkodó: II. Keresztély |

| Előző uralkodó: VIII. Károly | Svédország uralkodója 1497 – 1501 | Következő uralkodó: II. Keresztély |

| Előző uralkodó: I. Keresztély | Norvégia uralkodója 1483 – 1513 | Következő uralkodó: II. Keresztély |